# Synagoga v Oseku u Rokycan
Synagoga v Oseku u Rokycan je bývalá židovská modlitebna, jež byla založena roku 1803. Nachází se v severovýchodní části obce naproti budově místního zámku jako č.p. 112.
Synagoga měla v západní části ženskou galerii, v modlitebním sále byla bima a schrána na tóru. K bohoslužbám sloužila do 80. let 19. století, potom byla prodána a přestavěna k obytným účelům. Rekonstrukce v 90. letech 20. století odkryla původní okna a další zachované stavební prvky původní budovy.
V obci se také nachází židovský hřbitov.